# China International Fund
China International Fund (CIF) est un groupe chinois d'investisseurs de Hong Kong qui décrit ses principales activités comme incluant des projets de reconstruction nationale à grande échelle et la construction d'infrastructures dans les pays en développement. Le CIF et ses sociétés associées à Hong Kong et à Singapour ont investi plus de 20 milliards de dollars, principalement dans des pays africaines. Ils ont conclu des accords avec les gouvernements angolais et guinéen pour explorer diverses ressources dans ces pays. Ces accords entraîneront des investissements de milliards de dollars dans les deux pays,. La société est soupçonnée d'être une entreprise publique parce que « le personnel clé a des liens avec des entreprises publiques chinoises et des agences gouvernementales ».

## Structure
La commission d'examen économique et de sécurité entre les États-Unis et la Chine (en) a publié un rapport en juillet 2009 sur les investissements de Dayuan, CIF et de ses filiales en Afrique, en Amérique latine et aux États-Unis. China International Fund est détenu à 99 % par Dayuan International Development, qui compte une trentaine de filiales. Le rapport a appelé ces sociétés le 88 Queensway Group, du nom de l'adresse du siège social de la plupart des filiales à Hong Kong. Les dossiers sur le CIF ne fournissent pas de preuves tangibles de la propriété du gouvernement. D'autre part, la présidente Lo Fong Hung est directrice de Sonangol Sinopec International Ltd., une coentreprise entre les compagnies pétrolières publiques chinoises Sinopec et Sonangol d'Angola. Un directeur du CIF, Wu Yang, était vice-président de Sinopec dans un rapport de l'ONU de mars 2006. On pense que Sam Pa (en) est président du CIF[réf. nécessaire].

## Angola
Lors d'une conversation entre l'ambassadeur américain Dan Mozena (en) et l'ambassadeur chinois Bolum Zhang, Zhang a déclaré : « Le CIF a fait de nombreuses promesses à l'Angola et, même si l'entreprise est largement présente en Angola, sa mauvaise gestion et son manque de leadership ont bloqué de nombreux projets ». Zhang a déclaré que le CIF étant une «entreprise privée», l'ambassade de Chine ne participe pas activement ni ne surveille ses relations avec l'Angola. Il a ajouté que le CIF continue de bénéficier des «relations étroites» du propriétaire basé à Hong Kong avec le président Dos Santos. Elle a participé à la construction de l'aéroport international d'Angola.

## Guinée
En octobre 2009, la junte militaire qui dirigeait la Guinée a conclu un accord minier et d'infrastructure avec le China International Fund. Le CIF prévoyait d'investir au moins 7 milliards de dollars dans un partenariat visant à développer l'exploitation minière des ressources minérales du pays, notamment les diamants, le minerai de fer, le pétrole et surtout la bauxite. En septembre 2011, Mohamed Lamine Fofana, ministre des Mines après les élections de 2010, a déclaré que le gouvernement avait annulé l'accord.

## Littérature
- Commission d'examen économique et de sécurité américano-chinoise, The 88 Queensway Group: A Case Study in Chinese Investors' Operations in Angola and Beyond, par Lee Levkowitz, Marta McLellan Ross et JR Warner, 10 juillet 2009, PDF.
- Alex Vines/Lillian Wong/Markus Weimer/Indira Campos : Siège du pétrole africain et pétrolier national asiatique au Nigéria et en Angola, rapport Chatham House, janvier 2011.